# Xituan (köpinghuvudort i Kina, Jiangsu Sheng, lat 33,11, long 120,42)
Xituan är en köpinghuvudort i Kina. Den ligger i provinsen Jiangsu, i den östra delen av landet, omkring 190 kilometer nordost om provinshuvudstaden Nanjing. Antalet invånare är 30 024. Befolkningen består av 15 057 kvinnor och 14 967 män. Barn under 15 år utgör 9,0 %, vuxna 15-64 år 74 %, och äldre över 65 år 15,0 %.
Runt Xituan är det tätbefolkat, med 369 invånare per kvadratkilometer. Närmaste större samhälle är Dazhong, 10,7 km norr om Xituan. Trakten runt Xituan består till största delen av jordbruksmark.
Genomsnittlig årsnederbörd är 985 millimeter. Den regnigaste månaden är juli, med i genomsnitt 237 mm nederbörd, och den torraste är januari, med 21 mm nederbörd.